# Scambus conspicuus
Scambus conspicuus là một loài tò vò trong họ Ichneumonidae.